# Material superduro
Un material superduro es un material tanto o más fuerte que el diamante. Solo las nanovarillas de diamante agregado han demostrado ser más duras que el diamante. El dibororrenio es más duro que el diamante solo en ciertas direcciones, pero es mucho más blando en otras, debido a su extrema anisotropía. La fullerita ultradura, el heterodiamante, y el nitruro de boro cúbico tienen una dureza cercana o comparable a la del diamante. Se ha predicho que el nitruro de carbono beta sería más duro que el diamante, si fuera posible su síntesis.

## Otros materiales superduros
- Diboruro de titanio.[1][2][3][4]